# Еумен I
Еумен I је био први краљ Пергама из династије Аталида од 263. п. н. е. до 241. п. н. е.

## Наслеђује свога стрица Филетера
Син је од Еумена, чији брат Филетер је основао династију Аталида. Еуменов стриц Филетер био је еунух, па није ни могао имати потомака. Због тога је Еумена усвојио као сина, тј. као наследника. Еумен је 263. п. н. е. наследио свога стрица као владар Пергама. Пергам је тада још увек био вазал Селеукидскога царства.

## Пергам постаје краљевина 261. п. н. е.
Пергам је био вазал Селеукида, али уживао је веома висок степен аутономије. Ипак након доласка на власт Еумен I се побунио. Изгледа да га је охрабрио Птолемеј II Филаделф, који је тада ратовао са Селеукидима. Еумен I је заратио са Антиохом I Сотером и победио га је 261. п. н. е. у бици крај Сарда. Након ослобађања Пергама повећао је територију, коју је контролисао. Пергам као права краљевина постоји од 261. пре н. е, а Еумен је први краљ. Међутим још увек се није називао краљем.

## Кује властити новац
Успоставио је граничне карауле. Проширио је територију Пергама, која је раније обухватала само горњи ток реке Каикос. Еумен шири краљевину и на доњи ток реке Каикос, па на тај начин има излаз на море и луку Елеју. Поред тога јужни обронци планине Иде улазе у састав Пергама, а тај део је био богат дрвом и смолом.
Поред тога почео је да кује свој новац на коме више није било ликова селеукидскога владара. Филетер је ковао свој новац, али вазални положај се одражавао и на новцу, на коме се налазио лик Селеука. На Еуменовоме новцу је са друге стране лик Филетера.
Након што је Пергам постао независан није више за време Еуменове владавине било обнављања непријатељстава са Селеукидским царством. У то време Галаћани, тј. Гали насељени у Малој Азији пљачкали су околне територије. Пошто нису нападали Пергам изгледа да им је Еумен плаћао данак.

## Смрт
Не зна се да ли је имао деце. На једном натпису у граду Теспији помиње се Филетер, син од Еумена, па неки сматрају да се радило о Еуменовоме сину, који је умро пре 241. п. н. е. Еумен је усвојио свога рођака Атала I, који наслеђује трон након Еуменове смрти 241. п. н. е.